# Лексикологія
Лексиколо́гія (від грецьк. lexikos — словесний, словниковий і logos — учення) — розділ мовознавства, що вивчає лексику (словниковий склад мови), лексеми як визначальні структурно-семантичні одиниці мови, їх функціональні можливості, висвітлює процес формування словникового складу в соціально-історичному, національному контексті.
Лексикологія тісно пов'язана з лексикографією, семантикою, семасіологією, етимологією, діалектологією, стилістикою, фразеологією, стосується літературної практики, яка також є об'єктом її вивчення.
Розрізняють загальну, конкретну, історичну, зіставну й прикладну лексикологію:
- Загальна лексикологія встановлює загальні закономірності будови, функціонування й розвитку лексики.
- Конкретна лексикологія вивчає словниковий склад однієї мови.
- Історична лексикологія займається історією словникового складу, причинами й закономірностями його зміни.
- Зіставна лексикологія досліджує словниковий склад двох чи більше мов із метою виявлення структурно-семантичних подібностей і відмінностей між ними або з метою виведення спільних семантичних закономірностей.
- Прикладна лексикологія займається питаннями укладання словників, перекладу, лінгводидактики і культури мовлення.

## Історія
Термін «лексикологія» обґрунтований у французькій енциклопедії Д. Дідро та Л. Д'Аламбера, що була написана між 1751 та 1772 роками.
Лексикологія формувалася одночасно з етимологією, риторикою, поетикою, виокремилась як наука у XVII — на початку XVIII ст. Піднесення лексикології відбувалося на етапі домінування порівняльно-історичної школи в мовознавстві.

## Розділи лексикології
До лексикології в широкому значенні слова належать такі науки:
- власне лексикологія — наука про словниковий склад мови.
- семасіологія — наука про значення слів.
- ономасіологія — наука, яка вивчає процеси найменування.
- етимологія — наука, яка досліджує походження слів.
- фразеологія — наука про стійкі словосполучення.
- ономастика — наука про власні назви. Ономастика в свою чергу поділяється на розділи:
  - антропоніміка — наука про імена людей.
  - топоніміка — наука про назви географічних об'єктів.
    - гідроніміка — наука про назви водоймищ.

  - теоніміка — наука про назви божеств.
  - астроніміка — наука про назви астрономічних об'єктів.
  - зооніміка — наука про назви тварин (клички тварин).
- лексикографія — наука про укладання словників.